# La Victoria de Acentejo
La Victoria de Acentejo je jednou z 31 obcí na španělském ostrově Tenerife. Nachází se v centrální části ostrova, sousedí s municipalitami Candelaria, Santa Úrsula a La Matanza de Acentejo. Její rozloha je 18,36 km², v roce 2019 měla obec 9 185 obyvatel. Je součástí comarcy Acentejo.